# Canton de Salers
Le canton de Salers était une division administrative française située dans le département du Cantal en région d'Auvergne. Il a été supprimé en 2015 à la suite du redécoupage des cantons du département.

## Géographie
Ce canton était organisé autour de Salers dans l'arrondissement de Mauriac. Son altitude varie de 530 m (Anglards-de-Salers) à 1 780 m (Le Falgoux) pour une altitude moyenne de 812 m.

## Histoire
Le canton a été supprimé en 2015 à la suite du redécoupage des cantons du département :
- Anglards-de-Salers, Le Fau, Fontanges, Saint-Bonnet-de-Salers, Saint-Martin-Valmeroux, Saint-Paul-de-Salers, Saint-Vincent-de-Salers, Salers et Le Vaulmier ont intégré le canton de Mauriac ;
- Saint-Chamant et Saint-Projet-de-Salers ont intégré le nouveau canton de Naucelles ;
- Le Falgoux a intégré le canton de Riom-ès-Montagnes.

## Composition
Le canton de Salers regroupait les 12 communes suivantes :
| Nom                     | Code Insee | Codepostal | Superficie (km2) | Population (dernière pop. légale) | Densité (hab./km2) |
| ----------------------- | ---------- | ---------- | ---------------- | --------------------------------- | ------------------ |
| Salers (chef-lieu)      | 15219      | 15140      | 4,85             | 345 (2012)                        | 71                 |
| Anglards-de-Salers      | 15006      | 15380      | 48,36            | 809 (2012)                        | 17                 |
| Le Falgoux              | 15066      | 15380      | 30,59            | 135 (2012)                        | 4,4                |
| Le Fau                  | 15067      | 15140      | 19,46            | 27 (2012)                         | 1,4                |
| Fontanges               | 15070      | 15140      | 18,04            | 211 (2012)                        | 12                 |
| Saint-Bonnet-de-Salers  | 15174      | 15140      | 32,67            | 304 (2012)                        | 9,3                |
| Saint-Chamant           | 15176      | 15140      | 13,72            | 241 (2012)                        | 18                 |
| Saint-Martin-Valmeroux  | 15202      | 15140      | 25,92            | 826 (2012)                        | 32                 |
| Saint-Paul-de-Salers    | 15205      | 15140      | 36,57            | 111 (2012)                        | 3                  |
| Saint-Projet-de-Salers  | 15208      | 15140      | 36,32            | 121 (2012)                        | 3,3                |
| Saint-Vincent-de-Salers | 15218      | 15380      | 18,87            | 72 (2012)                         | 3,8                |
| Le Vaulmier             | 15249      | 15380      | 17,51            | 67 (2012)                         | 3,8                |

## Représentation

### Conseillers d'arrondissement (de 1833 à 1940)
Le canton de Salers avait deux conseillers d'arrondissement.
| Période                                  | Période      | Identité                                               | Étiquette                          | Qualité |
| ---------------------------------------- | ------------ | ------------------------------------------------------ | ---------------------------------- | --- |
| 1833                                     | 1841 (décès) | Dominique Michel Hector Théodore de Douhet (1788-1841) |                                    | Ancien officier (capitaine de chasseurs à pied de la Garde Impériale), ancien maire de Fontanges            |
| 1833                                     | 1855         | Maurice François Delalo fils                           |                                    | Médecin à Salers                                                                                            |
| 1842                                     | 1848         | François Lapeyre                                       |                                    | Notaire à Salers                                                                                            |
| 1848                                     | 1861         | Jean Martin Salsac                                     |                                    | Médecin, maire d'Anglards-de-Salers                                                                         |
| 1861                                     | 1883         | Jean-Baptiste Jérôme du Fayet de Latour                |                                    | Maire de Saint-Vincent-de-Salers                                                                            |
| 1871                                     | 1880         | Émile Delalo (1832-1906)                               |                                    | Propriétaireà Salers, maire de 1904 à 1906                                                                  |
| 1880                                     | 1889 (décès) | Antoine Salvy (1830-1889)                              |                                    | Notaire, propriétaire à Fontanges                                                                           |
| 1883                                     | 1893 (décès) | Louis Gabriel Faure (1850-1893)                        |                                    | Vétérinaire à Salers                                                                                        |
| 1889                                     | 1917 (décès) | Pierre Garcelon (1864-1917)                            |                                    | Agriculteur, maire de Saint-Bonnet-de-Salers                                                                |
| 1893                                     | 1907         | Siméon Sevestre                                        |                                    | Notaire à Salers                                                                                            |
| 1907                                     | 1922         | Léonard Jarrige                                        |                                    | Huissier, adjoint au maire de Salers                                                                        |
| 1913                                     | 1931         | Adolphe Palat                                          |                                    | Maire de Saint-Bonnet-de-Salers                                                                             |
| 1917                                     | 1919         | siège vacant                                           |                                    | |
| 1922                                     | 1925         | Géraud Maigne                                          | Républicain modéré                 | Industriel, maire de Salers de 1930 à 1940                                                                  |
| 1925                                     | 1934         | Romain Pouderoux                                       | Républicain modéré (Bloc National) | Maire de Saint-Bonnet-de-Salers                                                                             |
| 1931                                     | 1937         | Géraud Maigne                                          | Républicain modéré                 | Maire de Salers                                                                                             |
| 1934                                     | 1940         | M. Vidal                                               | Radical                            | Adjoint au maire de Saint-Martin-Valmeroux                                                                  |
| 1937                                     | 1940         | Antoine Mathieu                                        | Rad.ind.                           | Médecin, maire d'Anglards-de-Salers                                                                         |
| 1940                                     |              |                                                        |                                    | Les conseils d'arrondissement ont été suspendus par la loi du 12 octobre 1940 et n'ont jamais été réactivés |
| Les données manquantes sont à compléter. |              |                                                        |                                    | |

### Conseillers généraux de 1833 à 2015
| Période | Période          | Identité                                                            | Étiquette              | Qualité |
| ------- | ---------------- | ------------------------------------------------------------------- | ---------------------- | --- |
| 1833    | 1839             | Jean Félix Augustin Salvage                                         |                        | Maire de Saint-Martin-Valmeroux |
| 1839    | 1845 (décès)     | Jean Marie Antoine Tyssandier d'Escous                              |                        | Propriétaire, maire de Salers |
| 1845    | 1848             | Félix Salvage                                                       | Majorité ministérielle | Président du Tribunal civil de Mauriac Maire de Saint-Martin-Valmeroux, député (1831-1848)                                                                                     |
| 1848    | 1870             | Ernest Tyssandier d'Escous (fils de Jean-Marie Tyssandier d'Escous) | Légitimiste            | Propriétaire, agronome et éleveur à Salers Maire de Saint-Bonnet-de-Salers (1848-1868)                                                                                         |
| 1870    | 1876 (décès)     | Jean Marie Xavier Rolland                                           |                        | Négociant, adjoint au maire de Salers |
| 1876    | 1904 (décès)     | Jean Guillaume                                                      | Républicain            | Docteur en médecine Maire de Saint-Bonnet-de-Salers (1871-1899) |
| 1904    | 1909 (décès)     | Pierre-Ernest Robert                                                | Rad.                   | Docteur en médecine à Salers |
| 1909    | 1919             | Sébastien Vergne                                                    | Rad.                   | Négociant - Maire de Salers (1907-1916) |
| 1919    | 1933 (décès)     | Adrien Peyrac                                                       | URD                    | Notaire - Maire de Salers (1923-1924) |
| 1933    | 1934             | Gustave Coste                                                       | Rad.                   | Hôtelier Maire de Saint-Paul-de-Salers |
| 1934    | 1940             | Richard Chalvignac (1882-1949)                                      | URD                    | Docteur en médecine Maire de Salers (1924-1925 et 1929-1930) Membre de la Commission administrative du Cantal (1941-1942) Nommé conseiller départemental en 1942               |
|         |                  |                                                                     |                        | |
| 1945    | 1949             | Jules Wattez                                                        | SFIO                   | Instituteur à Salers |
| 1949    | 1980 (démission) | Augustin Chauvet                                                    | UDSR puis UDR puis RPR | Sous-directeur au Ministère des Finances Maire d'Anglards-de-Salers (1947-1965) Maire de Mauriac (1965-1983) Député (1958-1980)                                                |
| 1980    | 1989 (démission) | Roger Rigaudière                                                    | RPR                    | Agriculteur Maire de Saint-Chamant (1977-2001) Président de la FDSEA du Cantal Suppléant du député Pierre Raynal (1988-1993) - Sénateur (1989-1998)                            |
| 1989    | 1995 (décès)     | Jean Descoeur                                                       | UDF                    | Médecin |
| 1995    | 2004             | Michèle Célarier-Descoeur (épouse du précédent)                     | UDF puis UMP           | Maire de Salers (1984-2008) |
| 2004    | 2015             | Bruno Faure                                                         | DVD                    | Président de la Communauté de communes du Pays de Salers Maire de Saint-Projet-de-Salers Président du Comité Départemental du Tourisme Élu en 2015 dans le canton de Naucelles |

### Résultats électoraux détaillés
- Élections cantonales de 2004 : Bruno Faure (Divers droite) est élu au 1er tour avec 56,71 % des suffrages exprimés, devant Michelle Celarier Descoeur (UMP) (22,44 %) et Albert Pelmoine (PCF) (8,7 %). Le taux de participation est de 68,48 % (2 290 votants sur 3 344 inscrits)[8].
- Élections cantonales de 2011 : Bruno Faure   (M-NC) est élu au 2e tour avec 52,8 % des suffrages exprimés, devant Jean Maltcheff (Divers droite) (47,2 %). Le taux de participation est de 66,43 % (2 082 votants sur 3 134 inscrits)[9].

## Démographie
| 1962  | 1968  | 1975  | 1982  | 1990  | 1999  | 2006  | 2011  | 2012  |
| ----- | ----- | ----- | ----- | ----- | ----- | ----- | ----- | ----- |
| 6 994 | 6 258 | 5 254 | 4 425 | 4 165 | 3 607 | 3 437 | 3 321 | 3 269 |